# 오하라촌 (사이타마현)
오하라촌(小原村)은 사이타마현의 북부, 오사토군에 속했던 촌이다. 처음엔 오부스마군 소속이였다.

## 역사
- 1889년 4월 1일 - 정촌제 시행에 의해 오부스마군 오하라촌이 성립하였다.
- 1896년 3월 29일 - 오부스마 군이 오사토 군, 하라 군, 한자와 군과 통합해 오사토군이 되었다.
- 1955년 1월 1일 - 미쇼촌과 합병해 고난촌을 신설하였다.